# أليك كيركبرايد
السير أليك سيث كيركبرايد (1897-1978) دبلوماسي وعسكري بريطاني خدم في الجيش البريطاني في الأردن وفلسطين بين عامي 1920 و 1951.

## السيرة الحياتية
ولد اليك كيركبرايد في ولاية إلينوي لأبوين بريطانيين ونشأ في مصر. بدأ حياته العسكرية كضابط في جيش الجنرال اللنبي من عام 1916 إلى عام 1921. في عام 1920، بعد معركة ميسلون وسقوط حكومة الملك فيصل في سوريا التي تركت شرق الأردن بدون سلطة مركزية بما يشبه الفراغ السياسي، أرسلته الحكومة البريطانية إلى شرق الأردن للمساعدة في الحفاظ على النظام خلال هذه الفترة الفاصلة. «بإحساس جيد بالتاريخ» أسس حكومة سريعة الزوال، لكن أطلق عليها بشكل غريب اسم «حكومة موآب الوطنية» في الكرك مع نفسه كرئيس، والتي استمرت حتى تولى عبد الله السيطرة على البلاد. (بينما كان شقيقه الأصغر آلان كيركبرايد قد شكل «حكومة عمون» في عمان.) من عام 1922 إلى عام 1927 ومن عام 1937 إلى عام 1939، كان واليًا لعكا ومنطقة الجليل في فلسطين. شغل منصب نائب المقيم البريطاني في شرق الأردن من عام 1927 إلى عام 1937 ومقيمًا من عام 1939 إلى عام 1946، وكان أحد مستشاري عبد الله بن الحسين البريطانيين البارزين.
في عام 1946 نالت امارة شرق الأردن استقلالها. وتم تعيين كيكربرايد سفيراً للمملكة المتحدة في المملكة الأردنية الهاشمية ولعب دورًا دبلوماسيًا مهمًا خلال الحرب العربية الإسرائيلية عام 1948. من 1952 إلى 1954 كان سفيرا في ليبيا. أنهى حياته المهنية كمدير للبنك البريطاني للشرق الأوسط، وبعد ذلك كتب كتبًا ومقالات أكاديمية عن الشرق الأوسط، بما في ذلك مجلدين من المذكرات.

## أعماله وكتبه
- Kirkbride, Alec Seath (1956). A Crackle of Thorns: Experiences in the Middle East. London: J. Murray.
- An Awakening: The Arab Campaign 1917–1918. University Press of Arabia. 1971. ISBN:0-904066-02-9.
- From the Wings: Amman Memoirs, 1947–1951. London. 1976. ISBN:0-7146-3061-6.{{استشهاد بكتاب}}:  صيانة الاستشهاد: مكان بدون ناشر (link)

## روابط خارجية
- قاموس أكسفورد لدخول السيرة الذاتية الوطنية
- موسوعة الشرق الأوسط الحديث وشمال أفريقيا، إدخال Answers.com